# Teodoro Casana Robles
Teodoro Casana Robles (Huamantanga, Canta, 1 de abril de 1900 - Lima, 21 de abril de 1986) fue un abogado, periodista, profesor, docente universitario, funcionario público y político peruano. Su vida y obra estuvo ligada al Callao. Escribió ensayos históricos, arqueológicos y geográficos sobre la Provincia Constitucional del Callao. Fue impulsor de la Biblioteca Pública Municipal del Callao, que actualmente lleva su nombre.

## Familia y estudios
Nació en Huamantanga, Canta, el 1 de abril de 1900, siendo sus padres José Casana y Ascensión Robles. Se casó con Felícita Costa, con quien tuvo un hijo, Jorge Teodoro Casana Costa.
Realizó sus estudios de Derecho en la Universidad Nacional Mayor de San Marcos. Su tesis para optar por el título de abogado apuntó a la reforma del Derecho, en especial en cuanto a la legislación municipal. Se especializó en Derecho penal.

## Abogado y magistrado
Ya como profesional de las leyes fue defensor de oficio en el Consultorio Jurídico de Lima, actuario del Tribunal Arbitral del Callao y escribano de Estado adscrito al Juzgado de Trabajo por resolución especial de la Corte Superior del Callao, juez de primera instancia de Cajabamba, agente fiscal suplente del Callao, juez ad hoc de la corte chalaca, fiscal de vacaciones, fiscal suplente de la Corte Superior de Justicia del Callao y decano del Colegio de Abogados del primer puerto.

## Periodista
Durante sus años universitarios nació su vocación por el periodismo. En esa época, editó su periódico El Canteño, en el que desplegó gran tenacidad periodística, y colaboró en el diario católico La Tradición (1919). Con posterioridad fue corresponsal de La Voz del Sur. A partir de 1930, durante once años, fue cronista parlamentario y corresponsal en el Callao del diario limeño La Prensa. También fue colaborador de El Comercio de Lima. Pero el medio al que más se dedicó fue a El Callao, el decano de la prensa chalaca y peruana.

## Docente
En el Callao fue profesor del Instituto Chalaco y del Instituto Sabogal. En el Colegio Militar Leoncio Prado dictó los cursos de Geografía e Historia del Perú.
En la Universidad Nacional Mayor de San Marcos tuvo una cátedra en Derecho Civil y fue catedrático principal en el Departamento de Geografía de la Facultad de Letras.

## Historiador y geógrafo
Como historiador escribió diversos ensayos, así como un estudio sobre la Fortaleza del Real Felipe. También escribió un breve pero sustantivo ensayo sobre la geografía histórica del Callao.
Trazó el mapa y zona arqueológica del Callao, fue el creador del Escudo del Callao y colaboró en la composición del himno chalaco.
Perteneció al Instituto Sanmartiniano del Perú y fue miembro del Centro de Estudios Histórico-Militares del Perú, el Instituto Libertador Ramón Castilla, y la Sociedad Fundadores de la Independencia y Defensores Calificados de la Patria.
Asimismo, fue presidente de la Asociación de Geógrafos del Perú y participó en la Comisión de Demarcación Territorial perteneciente a la Sociedad Geográfica de Lima.

## Cargos políticos y administrativos
Durante el Oncenio de Leguía fue diputado regional por Canta en dos legislaturas (1925-1928), y secretario del Congreso Regional del Centro. De su gestión parlamentaria, se recuerda su intervención en la Comisión de Demarcación Política de la frontera con el Ecuador. También es considerado como el gestor de la creación política de los distritos de Huaura y Chancay.[cita requerida]
Fue secretario de la prefectura del Callao. También trabajó muchos años en el Concejo Provincial del puerto, como secretario de la municipalidad (desde 1932), director de la biblioteca municipal, entre otros cargos hasta 1967, año en el que se jubiló.
Desplegó mucha actividad como secretario de la Comisión Municipal Pro-Centenario del Callao de 1936. Gestionó la creación de la Biblioteca Pública Municipal del Callao, que fue inaugurada en 1943 y que actualmente lleva su nombre.

## Distinciones y reconocimientos
Recibió las Palmas Magisteriales de manos del presidente Fernando Belaúnde Terry.
En 1986, la Biblioteca Pública Municipal del Callao fue denominada con su nombre, en reconocimiento a la labor que Casana desplegó en su fundación y desarrollo, a tal punto que se le considera, junto con Jorge Basadre, como el impulsor de la gran recepción que ha recibido de parte del público lector.

## Publicaciones
Publicó:
- El Callao de ayer y de hoy (1946), libro de ensayos.
- Real Felipe. Fortaleza inexpugnable de fe, heroísmo y libertad (1957), estudio histórico.
- Real Felipe. Guía gráfica (1957), en coautoría con Emilio Harth Terré.
- “Geografía histórica del Callao” (1966), en Demarcación política del Callao.